# Эмират Неджд
Эмират Неджд или Второе Саудовское государство — государство, существовавшее на Аравийском полуострове в XIX веке.

## Уничтожение первого Саудовского государства
В середине XVIII века в Центральной Аравии было образовано первое Саудовское государство, идеологией которого был ваххабизм. Расширяя свои владения, саудиты в 1802 году осквернили главные шиитские святыни в Кербеле, а в 1805 году захватили Мекку и Медину. Контроль ваххабитов над главными мусульманскими святынями нанёс удар по престижу османского султана. Не рассчитывая на вооружённые силы сирийских и багдадского пашей, султан обратился за помощью к Мухаммеду Али Египетскому, формально являвшемуся его вассалом. Последовавшая война сопровождалась огромными людскими потерями с обеих сторон, однако в итоге египтянам удалось разгромить ваххабитов. Египетские войска вышли к берегам Персидского залива, где наткнулись уже на новую проблему — на противодействие Великобритании.
Осознавая тяжесть, которой легло бы на египетскую казну непосредственное управление Центральной и Восточной Аравией, командовавший египетскими войсками Ибрагим-паша в 1819 году начал отвод своих войск в Хиджаз. По приказу Мухаммеда Али, прежде, чем покинуть Неджд, Ибрагим стёр с лица земли саудовскую столицу Диръию, разрушил в Неджде военные укрепления, пленил членов семьи Саудитов, отправив их в Египет, и обрушил жестокие репрессии на их сторонников и ваххабитских улемов (алимов).

## Образование нового Саудовского государства
На оставшейся без управления территории начался хаос. Освободившиеся от запрета на набеги бедуины предались грабежам, члены знатных родов стали бороться за власть. По мере усугубления политических бедствий начал возрастать авторитет уцелевших Саудидов. В итоге главой нового государственного образования стал Турки ибн Абдаллах ибн Мухаммед ибн Сауд, представитель боковой ветви Саудидов; его резиденцией стал Эр-Рияд.
В 1834 году Турки скончался, ему наследовал бежавший из египетского плена сын Фейсал. Под правлением Саудидов эмират постепенно усиливался, подавляя восстания племён и заставляя соседние государственные образования платить ему дань.

## Египетская оккупация
Обеспокоенные усилением эмирата египтяне в 1838 году осуществили новую экспедицию в Центральную и Восточную Аравию. Население, ещё помнящее жестокие расправы Ибрагим-паши, не оказывало активного сопротивления. После непродолжительного единоличного управления покорённой Аравией командовавший египетскими войсками Хуршид-паша поставил во главе эмирата лояльного египтянам члена дома Саудидов эмира Халида. В 1840—1841 гг. египтяне ушли из Аравии.

## Второе правление Фейсала
В 1840 году египтяне, вероятно с умыслом доставить осложнения Османской империи, освободили из плена эмира Фейсала ибн Турки, который после ожесточённой борьбы утвердился в 1843 году в столице эмирата. Признав себя вассалом османского султана, эмир приступил к очередному покорению Центральной и Восточной Аравии. Джебель-Шаммар охотно признал сюзеренитет Фейсала, сохранив своё самоуправление и направив собственную экспансию в сторону Северной Аравии. Однако владельцы Эль-Касима и Бахрейна доставили Саудидам массу неприятностей.

## Распад государства
К концу жизни Фейсал разделил управление эмиратом между тремя сыновьями — Абдаллахом, Саудом и Мухаммедом, которые создали для себя опору в населявших их уделы племенах. После смерти эмира Фейсала в 1865 году и прихода к власти Абдаллаха ибн Фейсала началась междоусобная борьба между Абдаллахом и Саудом, в которую оказались втянуты почти все государственные образования Восточной Аравии, Османская империя и Великобритания. Абдаллах обратился за помощью к вали Багдада Мидхат-паше, что послужило официальным предлогом для османской оккупации Эль-Хасы в 1871 году.
В 1880-х годах в борьбу за власть в Аравии вмешались правившие в Джебель-Шаммаре Рашидиды, которые к 1890-м годам стали бесспорными повелителями Центральной Аравии.

## Правители
| №  | имя                          | годы правления | примечание                                                                                             |
| -- | ---------------------------- | -------------- | --- |
| 1. | Турки ибн Абдалла            | 1824—1834      | |
| 2. | Мишари ибн Абдуррахман       | 1834           | Троюродный брат Турки, представитель ветви аль-Мишари.                                                 |
| 3. | Фейсал I ибн Турки           | 1834—1837      | Сын Турки.                                                                                             |
| 4. | Халид I ибн Сауд             | 1837—1841      | Брат эмира Первого Саудовского государства Абдаллы, двоюродный племянник Турки.                        |
| 5. | Абдалла I ибн Сунайян        | 1841—1843      | Троюродный племянник Турки и Мишари, представитель ветви ас-Сунайян.                                   |
| 3. | Фейсал I ибн Турки           | 1843—1865      | 2-й раз                                                                                                |
| 6. | Абдалла II ибн Фейсал        | 1865—1871      | Сын Фейсала ибн Турки.                                                                                 |
| 7. | Сауд II ибн Фейсал           | 1871           | Брат предыдущего.                                                                                      |
| 8. | Абдалла III ибн Турки        | 1871           | Дядя предыдущего.                                                                                      |
| 6. | Абдалла II ибн Фейсал        | 1871—1873      | 2-й раз                                                                                                |
| 7. | Сауд II ибн Фейсал           | 1873—1875      | 2-й раз                                                                                                |
| 9. | Абдуррахман ибн Фейсал       | 1875—1876      | Брат предыдущего.                                                                                      |
| 6. | Абдалла II ибн Фейсал        | 1876—1889      | 3-й раз                                                                                                |
| ?  | Мухаммед ибн Сауд ибн Фейсал | 1887           | Сын Сауда ибн Фейсала. По данным некоторых источников, в течение некоторого времени был эмиром Неджда. |
| 9. | Абдуррахман ибн Фейсал       | 1889—1891      | 2-й раз                                                                                                |